# خصخصة الزواج
يشير مفهوم خصخصة الزواج إلى أن الدولة يجب ألا يكون لها سلطة في تحديد شروط العلاقات الشخصية كالزواج. يدّعي مناصرو خصخصة الزواج ومنهم دعاة الدولة الحارسة واللاسلطوية والليبراليون ومعارضو تدخلية الحكومة أن من الأفضل أن تُحدد هذه العلاقات من قبل الأفراد لا الدولة. قدم عدد من العلماء والكتاب حججًا تدعم خصخصة الزواج. يجادل مؤيدو خصخصة الزواج أن خصخصة الزواج تمثل حلًا للجدل الاجتماعي المتعلق بزواج المثليين. تمتد الحجج المؤيدة والمعارضة لخصخصة الزواج إلى المعسكرَين السياسيين الليبرالي والمحافظ.

## الدعم

### الدعم الليبرالي
في 1997، كتب الليبرالي ديفيد بواز مقالًا لمجلة سلايت بعنوان «خصخصة الزواج: حل بسيط لجدال زواج المثليين». في المقال، يقترح بواز خصخصة الزواج بطريقة تعكس طبيعة عقود العمل القياسية. تتمثل فكرة بواز بالسماح لشخصين (ربما أكثر) بتحديد شروط عقد الزواج الخاص بهما بطريقة تكون الأفضل للأفراد المعنيين. «عندما يتعلق الأمر بأطفال أو مبالغ مالية كبيرة، ربما يكون من المستحسن إبرام عقد قابل للتطبيق يحدد حقوق والتزامات كل من الطرفين. لكن وجود مثل هذا الاتفاق وتفاصيله يجب أن يكون متروكًا للطرفين». وفقًا لبواز، يمكن الاستعانة بالحكومة لتطبيق العقد ولكن لا يسمح بأن يكون لها دور آخر في تشكيل العقد وتحديد الشروط.

في 2002، رددت ويندي ماكيلروي نموذج عقد عمل بواز في مقال ل آي فيمنيستس بعنوان «حان الوقت لخصخصة الزواج». 
«خصخصة الزواج. دع الناس يعقدون عقود الزواج الخاصة بهم وفقًا لضميرهم ودينهم وحسهم السليم. يمكن تسجيل هذه العقود لدى الدولة والاعتراف بها على أنها قانونية وتحكيمها من قبل المحاكم، ولكن الشروط تكون محددة من قبل أولئك المعنيين».
قالت ماكيلروي أيضًا:
«لم يتراجع الزواج؟ أحد الأسباب هو أنه أصبح عقدًا ثلاثيًا بين شخصين والحكومة». 
في 2003، أثار الكاتب السياسي ريان ماكماكين، الذي كتب على موقع لوروكويل دوت كوم، قضية خصخصة الزواج بحجة أن نهوض الزواج الذي تقره الدولة يتزامن تاريخيًا مع توسع الحكومة. كتب ماكماكين في مقالته بعنوان «متزوج من الدولة»:
«السؤال الباقي أمامنا اليوم هو فيما إذا كان ينبغي للكنائس والأفراد أن يسعوا إلى خصخصة الزواج مرة أخرى والبدء في التمييز بين العقود العلمانية بين المواطنين العاديين والاتحادات الدينية التي ينبغي أن تبقى بعيدًا عن سلطة الدولة. من شأن خطوة كهذه، أن تجلب معها افتراضات جديدة بشأن دور الدولة في الطلاق والأطفال ومجموعة متنوعة من الجوانب الأخرى للحياة الأسرية. لن تتخلى الدولة عن سيطرتها على هذه الأمور بسهولة، لأن التأكيد على أن أهمية الزواج تجعله مصلحة مشروعة للدولة بذاتها لا يصح إلا من وجهة نظر الدولة نفسها، فباعتباره أساسًا للمجتمع، لا يمكن أن يُعهد بالزواج والأسرة إلى الحكومات لتهب عليها رياح الرأي الديمقراطي، لأن الحكومة التي لديها القادرة على الحماية قادرة على التدمير وبنفس السهولة».
في سياق ليبرالي مماثل، أيد مقدم البرامج الحوارية الإذاعية لاري إيلدر خصخصة الزواج. في مقال بعنوان «يجب على الدولة أن تخرج من شؤون الزواج»، وهو مقال نشر في 2004 على موقع كابيتاليزم ماغازين، كتب إيلدر:
«لم لا تخرج الحكومة ببساطة من أعمال منح رخص الزواج؟ (كما هي الحال بالنسبة للتراخيص الحكومية اللازمة للحلاقة أو قيادة سيارة أجرة أو فتح مشروع تجاري أو الدخول في مهنة ما). دعوا الزواج للمؤسسات غير الحكومية، مثل الكنائس والمعابد اليهودية والمساجد وغيرها من دور العبادة أو المؤسسات الخاصة. يبقى الزنا، على الرغم من كونه قانونيًا، خطيئة تخضع للإدانة المجتمعية. من الصعب تشريع الإدانة أو تشريع الموافقة. أولئك الذين ينظرون إلى زواج المثليين على أنه خطيئة سيظلون كذلك، بغض النظر عما تقوله الحكومة أو المحاكم أو جيرانهم».